# Bromide
Bromide è un comune degli Stati Uniti d'America, situato nello Stato dell'Oklahoma, diviso tra la contea di Johnston e la contea di Coal.